# 4-й Крутицкий переулок
Четвёртый Крути́цкий переу́лок — улица в центре Москвы в Таганском районе между 3-м и 1-м Крутицкими переулками.

## История
Крутицкие улица, переулки и набережная возникли в XVIII—XIX веках, сохраняя название существовавшего здесь Крутицкого подворья архиереев Сарайских и Подонских (их епархия находилась в золотоордынской столице Сарай-Бату).

## Описание
4-й Крутицкий переулок проходит от 3-го Крутицкого параллельно Новоспасскому проезду на юг до 1-го Крутицкого.

## Здания и сооружения
По нечётной стороне:
По чётной стороне:
- № 10 — Московская городская артрологическая больница.